# Горгански даждевњак
Горгански даждевњак (лат. Paradactylodon gorganensis, енгл. Gorgan salamander) је водоземац из реда репатих водоземаца (Caudata) и породице  Hynobiidae. 

## Распрострањење
Ареал врсте је ограничен на једну државу. Иран је једино познато природно станиште врсте.

## Станиште
Станишта врсте су шуме и слатководна подручја. 

## Угроженост
Ова врста је крајње угрожена и у великој опасности од изумирања.